# Jorma Taccone
Pour les articles homonymes, voir Taccone.
Jorma Taccone est un acteur, scénariste et réalisateur américain, né le 19 mars 1977 à Berkeley (Californie). Taccone fait partie de la troupe de comédie à sketches The Lonely Island avec ses amis d'enfance Andy Samberg et Akiva Schaffer. Il a coécrit et réalisé en 2010 le film MacGruber.
C'est un très bon ami du DJ et producteur Danger Mouse, qui a d’ailleurs produit l'album d'Electric Guest, le groupe de son jeune frère.
Il a également incarné Cha-Ka dans le film Le Monde (presque) perdu.

## Filmographie
- 2007 : Hot Rod : Kevin Powell (acteur)
- 2008 : Extreme Movie (scénariste)
- 2008 : Les Grands Frères (Role Models) : Mitch from Graphics (caméo)
- 2009 : Le Monde (presque) perdu (Land of the Lost) : Chaka (acteur)
- 2010 : MacGruber (réalisateur et scénariste)
- 2012 : Girls : Booth Jonathan (acteur)
- 2015 : Kung Fury : Adolf Hitler/Kung Führer (acteur)
- 2016 : Popstar: Never Stop Never Stopping : Owen (acteur, réalisateur, scénariste)
- 2017 : Brigsby Bear de Dave McCary (producteur)
- 2020 : American Pickle (An American Pickle) de Brandon Trost : Liam
- 2024 : Sonic 3, le film : Kyle Lancebottom

Prochainement
- Kung Fury 2 : Adolf Hitler/Kung Führer (acteur)